# Sporobolus potosiensis
Sporobolus potosiensis là một loài thực vật có hoa trong họ Hòa thảo. Loài này được Wipff & S.D.Jones miêu tả khoa học đầu tiên năm 1994.